# Zdeněk Nejedlý

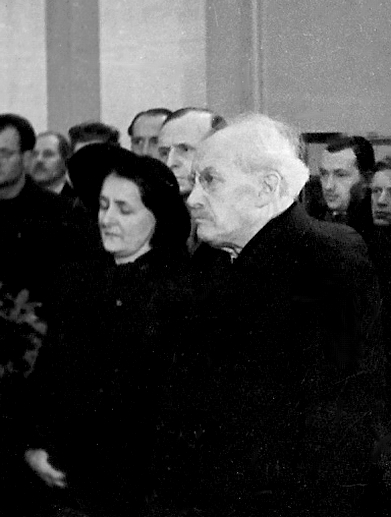
Zdeněk Nejedlý i Karla Majerníková

Zdeněk Nejedlý (ur. 10 lutego 1878 w Litomyšli, zm. 9 marca 1962 w Pradze) – czechosłowacki muzykolog, kompozytor, pedagog i komunista. Od 1929 członek KPCz, od 1946 członek jej KC. Wywarł duży wpływ na czechosłowackie życie kulturalne i szkolnictwo, uczestniczył w procesie jego stalinizacji. Był ministrem edukacji i ministrem bez teki oraz wicepremierem (1953–1962). Od 1952 prezes Czechosłowackiej Akademii Nauk. W 1954 r. został członkiem zagranicznym PAN. Był ojcem socrealistycznego kompozytora Víta Nejedlego, który zmarł w 1945.
Napisał ok. 200 książek, jego badania koncentrowały się m.in. na twórczości Bedřicha Smetany. Jest też autorem opracowania historii dawnej muzyki czeskiej.